# Ясная Поляна (Бийский район)
Я́сная Поля́на — посёлок в Бийском районе Алтайского края России. Входит в Первомайский сельсовет.

## География
Находится в юго-восточной части края, на юго-западном склоне Бийско-Чумышской возвышенности, в 25 км к северо-востоку от Бийска.
Климат
умеренный континентальный. Самый холодный месяц: январь (до −54 °C), самый тёплый: июль (до +39 °C). Годовое количество осадков составляет 450—500 мм.

## История
Посёлок входит в муниципальное образование «Первомайский сельсовет» согласно муниципальной и административно-территориальной реформе 2007 года.

## Население
| 1997 | 1998 | 1999 | 2000 | 2001 | 2002 | 2003 | 2004 | 2005 |
| ---- | ---- | ---- | ---- | ---- | ---- | ---- | ---- | ---- |
| 403  | ↘390 | ↗406 | ↗410 | ↘405 | ↘386 | →386 | ↗406 | ↘391 |
| 2006 | 2007 | 2008 | 2009 | 2010 | 2011 | 2012 | 2013 |      |
| ↘377 | ↗384 | ↘371 | ↗378 | ↘356 | ↘355 | ↗357 | ↗374 |      |

национальный состав
Согласно результатам переписи 2002 года, в национальной структуре населения русские составляли 93 % от 378 жителей.

## Инфраструктура
Функционируют: МБОУ Первомайская СОШ, филиал 1, фельдшерско-акушерский пункт, сельский клуб.
В центре поселения, селе Первомайское, находится общеобразовательная школа, отделение «Почты России».

## Транспорт
Посёлок доступен по дороге общего пользования межмуниципального значения «а/д К-05 — Берёзовая Горка — Шебалино» (идентификационный номер 01 ОП МЗ 01Н-0407) протяжённостью 34,700 км.